# Phlogotettix monozoneus
Phlogotettix monozoneus är en insektsart som beskrevs av Li och Wang 1998. Phlogotettix monozoneus ingår i släktet Phlogotettix och familjen dvärgstritar. Inga underarter finns listade i Catalogue of Life.